# Peridinium
Peridinium ist eine Gattung von Dinoflagellaten mit etwa 40 Arten, die vorwiegend in Süß-, aber auch in Meerwasser vorkommen. 

## Merkmale
Die Vertreter sind Einzeller. Sie besitzen eine Längsfurche (Sulcus) und eine gürtelartig ausgeprägte Querfurche (Cingulum). Eine Geißel entspringt in der Längsfurche, sie ist lang und reicht über das Zellende hinaus. Die zweite Geißel liegt in der Querfurche und lässt den Einzeller um die Längsachse rotieren und gibt ihm Vorschub. Die Querfurche teilt die Zelle in zwei gleich große Hälften. Unterhalb der Zelloberfläche befinden sich reich ornamentierte Zelluloseplatten. Im Umriss ist die Zelle annähernd kugelförmig. Im Inneren der Zelle befinden sich ein großer Zellkern und etliche, kleine und meist braune Plastiden. Die Plastiden können je nach Art auch farblos sein. Einige Arten besitzen in der hinteren Zellhälfte einen Augenfleck. 
Die Zellen sind 18 bis 100 Mikrometer lang. Die Arten unterscheiden sich durch die Zellgröße, durch das Größenverhältnis der beiden Zellhälften, durch die Länge der Längsfurche, durch die Form und Abflachung der Zellen, durch die Ornamente und die Anordnung der Zelluloseplatten und durch das Vorhandensein und die Farbe der Plastiden.
Die ungeschlechtliche Fortpflanzung erfolgt durch Zweiteilung, durch Bildung von Zoosporen oder durch die Bildung von furchen- und geißellosen Tochterzellen. Die geschlechtliche Fortpflanzung erfolgt durch die Verschmelzung zweier genetisch unterschiedlicher, aber morphologisch gleich gestalteter Geschlechtszellen (Isogamie). Die sich dadurch bildende Dauerzygote keimt später unter Reduktionsteilung.

## Fressfeinde

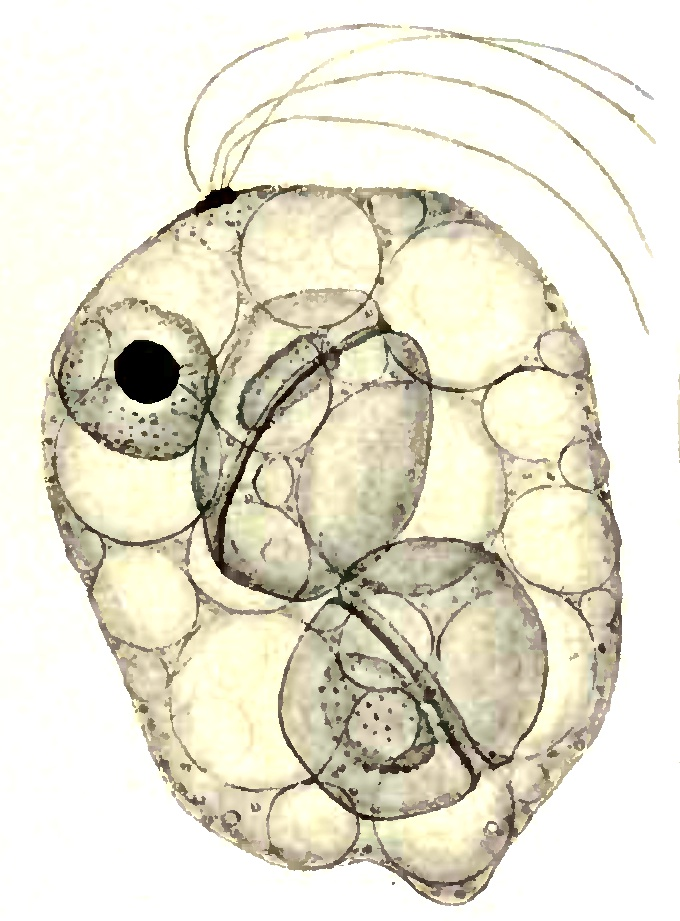
Collodictyon (CRuMs), das sich zwei Exemplare von Peridinium einverleibt hat

Peridinium ist Beute von Collodictyon (CRuMs).

## Vorkommen
Peridinium kommt in allen Gewässern vor. Sie ernähren sich photoautotroph, können sich aber auch durch die Aufnahme von gelösten organischen Stoffen ernähren (Mixotrophie). Häufig kommt es zu Massenauftreten im Frühling.

## Belege
- Karl-Heinz Linne von Berg, Michael Melkonian u. a.: Der Kosmos-Algenführer. Die wichtigsten Süßwasseralgen im Mikroskop. Kosmos, Stuttgart 2004, ISBN 3-440-09719-6, S. 94.